# Колбијеви
Колбијеви (енгл. The Colbys), првобитно Династија 2: Колбијеви (енгл. Dynasty II: The Colbys), америчка је сапуница, премијерно емитована од 1985. до 1987. године на каналу Еј-Би-Си. Представља огранак сапунице "Династија", која је у време емитовања "Колбијевих", била најпопуларнија ТВ серија у САД. Колбијеви је као протагонисте имала Колбијеве, још једну богату породицу из више класе који су били у сродству преко брака са Карингтоновима, протагонистима "Династије", те су били власници мултинационалне корпорације. Творци серије су настојали надмашити "Династију" у приказу богатства, те се истицала изузетно високим буџетом за тадашње доба као и изузетно угледном глумачком поставом коју су чиниле холивудске звезде као што су Чарлтон Хестон, Барбара Стенвик и Кетрин Рос. Упркос томе, Колбијеви су имали слабу гледаност, те је серија завршена након две сезоне.

## Радња
У серији "Династија", наследница Фалон Карингтон Колби (Ема Самс), за коју се претпостављало да је мртва, поновно се појављује жива, болујући од губитка памћења, користећи име Рендал Адамс. Пошто је дошла у Калифорнију кад је препознала презиме Колби, она је упознала плејбоја Мајлса Колбија (Максвел Колфилд) не схватајући да је он брат од стрица њеног бившег супруга Џефа (Џон Џејмс). Заједнички пословни подухват довео је Колбијеве од Калифорније у Денвер, на имање Фалониног оца Блејка (Џон Форсајт).
Смештена у Лос Анђелесу, серија Колбијеви се усредсређује на ширу породицу Колби. Џеф се преселио у Калифорнију како би поновно започео свој живот, али поново се сусреће са Фалон која се сада удала за његовог брата од стрица Мајлса. Између Џефа и Мајлса подстакнуто је жестоко супарништво, а љубавни троугао се ширио серијом. Мајлсов отац, милијардер Џејсон Колби (Чарлтон Хестон), има стеновит брак са леденом Сабел (Стефани Бичам) и дуго година га привлачи Сабелина сестра Франческа (Кетрин Рос) — Џефова отуђена мајка и бивша супруга његовог покојног брата Филипа. Међу осталим ликовима су и Џејсонова моћна сестра Констанц (Барбара Стенвик), Мајлсова сестра близнакиња Моника (Трејси Скоџинс) и њихова сестра Блис (Клер Јарлет).
Прича у првој сезони се врти око градилишта цевовода, освете Зека Пауерса (Рикардо Монтаблан) Колбијевима, везе Џејсона и Франческе, каснијег распада Џејсоновог брака са Сабел и на крају откриће да је Џејсон, а не његов брат Филип, Џефов отац. У почетку је било бројних унакрсних епизода јер су се појављивали ликови из серије "Династија", углавном Блејк Карингтон, његови синови Адам (Гордон Томсон) и Стивен (Џек Колман) и његова полусестра Доминик Деверо (Дајен Керол). На крају 1. сезоне, Фалон је открила да би Мајлс могао да буде отац детета које носи, Моникин ваздухоплов се срушио, а Сабел је пријавила Џејсона полицији због напада и наношења телесних повреда тврдећи да јој је он нанео повреде које је у ствари задобила кад је пала низ степенице.
У другој сезони, Џејсон је успео да се разведе од Сабел и кренуо је да смишља како да се ожени Франческом, али се појавио Филип за кога се мислило да је мртав. Блис, која је раније била у романтичној вези са Зековим сестрићем и бившим посинком, сада се заљубила у руског балетана кога надзире КГБ, син кога је Моника дала на усвајање се поново појавио у њеном животу. Констанц и Хенри су изгинули при паду ваздухоплова у Индији. На крају серије, Мајлса је супруга Ченинг позвала и рекла му да ће побацити, Сабел је отела Моникиног сина, Франческа је наводно погинула у саобраћајној несрећи са Филипом, а Фалон су у пустињи отели ванземаљци. Серија се завршила висећом судбином јер је одмах након 2. сезоне отказана.

## Улоге
- Чарлтон Хестон као Џејсон Колби
- Џон Џејмс као Џеф Колби
- Кетрин Рос као Франческа Колби
- Ема Самс као Фалон Карингтон
- Максвел Колфилд као Мајлс Колби
- Стефани Бичам као Сабела Колби
- Трејси Скоџинс као Моника Колби
- Џозеф Кампанела као Хенри Кориган (сезона 1)
- Клер Јарлет као Блис Колби
- Рикардо Монталбан као Зек Пауерс
- Кен Хауард као Гарет Бојдстон
- Барбара Стенвик као Констанц Колби (сезона 1)
- Мајкл Паркс као Филип Колби (сезона 2)

## Епизоде
| Сезоне | Сезоне | Епизоде | Првобитно емитовање | Првобитно емитовање |
| Сезоне | Сезоне | Епизоде | Почетак емитовања   | Крај емитовања      |
| ------ | ------ | ------- | ------------------- | ------------------- |
|        | Увод   | 2       | 13. новембар 1985.  | 13. новембар 1985.  |
|        | 1      | 24      | 20. новембар 1985.  | 22. мај 1986.       |
|        | 2      | 25      | 24. септембар 1986. | 26. март 1987.      |

## Гледаност и критике
Иако је 1985. године серија била жељно ишчекивана, гарантујући велику гледаност прве епизоде, као и освајање награде за нови драмски ТВ програм 1986, гледаност серија је од почетка била поражавајућа. Прва сезона се завршила на 35. месту, делом због такмичења са Ен-Би-Си-јевим Кафић Уздравље и Ноћни суд четвртком увече, док је Династија те телевизијске сезоне завршила на 7. месту. Серија је ипак обновљена за другу сезону, која је прошла много горе. Поред тога што је поново емитована у време кад и Кафић Уздравље и Ноћни суд, серија је током друге сезона имала ривалску сапуницу — Knots Landing на Си-Би-Есу, те су Колбијеви на крају друге сезоне завршили на 64. месту, након чега је мрежа одлучила да откаже серију.
Серија није добро прошла ни код критичара, који су је назвали једноставном копијом Династије. Лос Анђелес тајмс је објавио како „То није спин-оф, већ клон, што најближа реплика коју су Еј-Би-Си и продуценти  Династије  могли да измисле, све до шпице.” Питсбург прес је упоредио сценарио серије са дечјим књигама. Телевизијски историчари Тим Брукс и Ерл Марш објаснили су да је серија била неуспешна јер је превише подсећала на копију Династије.
Чак и неки глумци серије су изјавили своје незадовољство. Барбара Стенвик је 1986. одлучила да оконча свој уговор и напусти серију након прве сезоне, том приликом говорећи ко-ауторки Естер Шапиро „Ово је највеће смеће које сам икада урадила” и „Једна је ствар знати да зарађујете много новца од вулгарности, али када не знате да је то вулгарно - то је просто глупо.” Контрадикторно, Чарлтон Хестон је увек подржавао серију и изјавио је да је њено отказивање било „преурањено”, као разлог изјављујући „Приближавали смо се стварању креативног продукцијског тима који би од почетка могао да направи онакву серију коју смо планирали.”
Звезда Династије Џоан Колинс, категорично је одбила да се појави у Колбијевима, верујући да би то изазвало „велику конфузију између две серије”. Такође је позвала своје колеге из Династије да се ни они не појаве у серији.

## Судбине ликова
Након отказивања серије, ликови Џефа и Фалон су враћени у Династију, у првој епизоди осме сезоне. Сејбел (сада разведена од Џејсона) и Моника Колби (која више нема контакт са бившим љубавником Кешом и сином Скотом) су такође враћене у Династију, у последњој, деветој сезони. Поменуто је да је Џејсон у вези са Франческом (која је преживела саобраћајну несрећу), као и да су Мајлс и Блис такође напустили имање Колбијевих.
Током последње сезоне Династије, откривено је да Моника и Мајлс можда нису Џејсонова деца, пошто је Сејбел била силована у време кад је затруднела. Мајлс (који Џефа сматра полубратом, из чега произилази да Џејсон јесте Моникин и Мајлсов отац), касније се појављује у мини-серији Династија: Поново на окупу, где се поново спаја са Фалон и учествује у спашавању Џефа од Конзорцијума. Љубавни троугао између Џефа, Фалон и Мајлса је коначно разрешен, када Фалон између Џефа и Мајлса поново бира Џефа. Међутим, Сејбел се не помиње.